# 주세붕 무릉잡고 목판, 주박 귀봉집 목판, 주맹헌 수구집 목판
주세붕 무릉잡고 목판, 주박 귀봉집 목판, 주맹헌 수구집 목판(周世鵬 武陵雜橋 冊板, 周博 龜蜂集 木板, 周孟獻 守口集 木板)은 대한민국 경상남도 함안군 칠서면 무릉리에 있는 책판이다.
1979년 12월 29일 경상남도의 유형문화재 제173호 무릉잡고 및 수구집 귀봉집 책판으로 지정되었다가, 2018년 12월 20일 현재의 명칭으로 변경되었다.

## 개요
『무릉잡고』는 조선 중종 때의 대학자이자, 서원의 창시자인 주세붕(1495∼1554)의 시문을 모은 것이다. 이것은 주세붕의 아들 주박이 최초에 작성된 원고들을 모아, 퇴계 이황이 교정, 편집을 마치고, 7권으로 경북 영덕에서 명종 19년(1564)에 간행하였다. 그후 선조 14년(1581)에 주세붕의 아들 주박이 다시 빠진 부분을 모아 8권으로 만들고, 그것을 별집이라 하여 거듭 간행하였다.
그 뒤 270여 년이 지난 철종 10년(1851)에 후손 주상현, 주병항 등이 다시금 흩어진 중간본을 수집하고, 사본을 바탕으로 다시 편찬하여 함안의 덕연서원에서 세번째로 간행하였다. 그 뒤 40여 년이 지나 1908년에 시재, 시범이 주동이 되어 장석영의 발문을 얻어 그 부록을 다시금 간행하였다. 이리하여『무릉잡고』는 부록까지 합하여 총 4번의 간행을 거쳐, 원집 8권, 별집 8권, 부록 4권, 총 20권 11책으로 완간되었다. 책명을『무릉잡고』라 한 것은 본래 주세붕이 명명했기 때문이다.
『귀봉선생문집』은 2권 1책으로, 주세붕의 아들 주박(1524∼?)의 시문을 모은 것인 1908년『무릉잡고』부록을 간행할 때 함께 간행한 것이다. 서문은 1906년에 탁암 김도화가 썼다.
『수구집』은 주세붕의 손자인 주명헌의 시문집으로, 4권 2책인데, 이 책도『귀봉집』을 간행할 때 함께 간행한 것이다. 서문은 1906년 매당 장석영이 썼고 발문에는 1907년에 그의 후손 주학경이 간행의 내력을 밝혀두고 있다.

## 참고 문헌
- 주세붕 무릉잡고 목판, 주박 귀봉집 목판, 주맹헌 수구집 목판 - 국가유산청 국가유산포털